# Masszázs

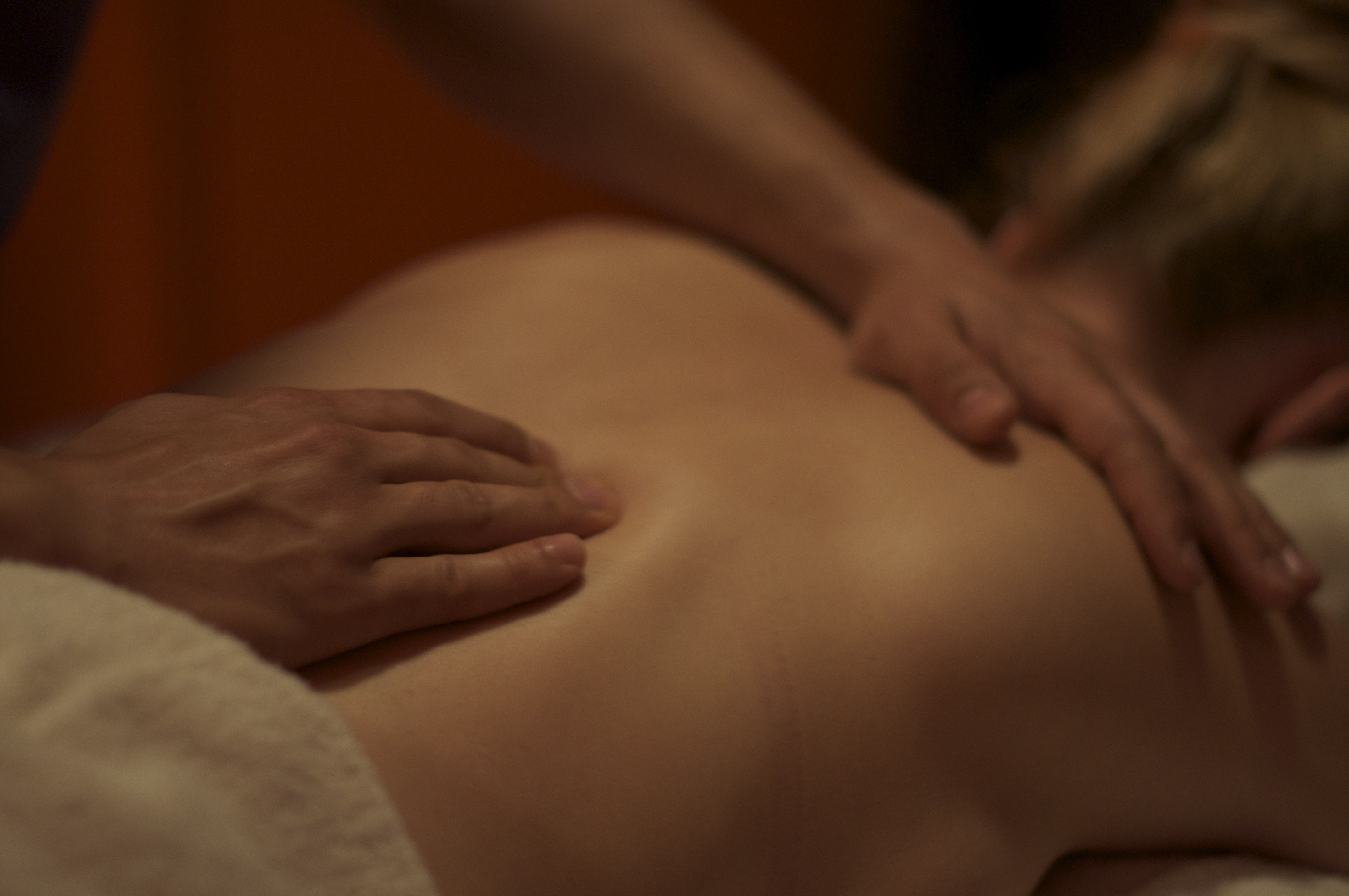
Masszázs

A masszázs (a görög μάσσω = "gyúrni", arab: مس = "érinteni" és a francia masser szóból) a fizioterápia, a balneoterápia, a manuálterápiás eljárások, köztük például az alternatív mozgás- és masszázsterápiák egyik szakterülete. 
A tevékenységen klinikailag kipróbált fogásokkal végzett olyan kezeléseket értenek, amelyek általában a test felületére – előre meghatározott sorrendben – célszerűen adagolt mechanikai erőbehatásokkal, valamint olajos vagy krémes kenésekkel, részben vagy egészben megmozgatják az izmokat, ízületeket, kötőszöveteket, továbbá a vér- és nyirokerek rendszerét. 
A test felületén alkalmazott masszírozásnál a kézzel, könyökkel, térddel, talppal vagy különböző segédeszközökkel kifejtett mechanikai hatások az érintett helyeken közvetlenül, az idegpályák és a reflexzónák révén pedig áttételes hatást gyakorolnak az élő sejtek szövetek működésére. Például helyileg befolyásolják a nedvkeringést és az izomtónust, a behatás helyétől távolabb pedig az idegpályák útján az egyes szerveket is. Ha a kezelés kifejezetten az utóbbi célt szolgálja, akkor azt már az elérendő céloktól és az alkalmazott módszerektől függően a neurológia vagy a természetgyógyászat tárgykörébe tartozó reflexológiai tevékenységnek nevezik. Az elérendő célok és módszerek szempontjából számos masszázstechnikát különböztetnek meg.

## Masszázsfajták
Ismertebb masszázsfajták:
- Gyógymasszázs
- Svédmasszázs
- Shiatsu masszázs
- Ajurvédikus masszázs
- Thai masszázs
- Zsírégető masszázs
- Nyirokmasszázs
- Talpmasszázs